# Agasthenes angustus
Agasthenes angustus är en stekelart som beskrevs av Henry Keith Townes, Jr. 1983. Agasthenes angustus ingår i släktet Agasthenes och familjen brokparasitsteklar. Inga underarter finns listade i Catalogue of Life.